# Audun Grønvold
Audun Grønvold (n. 28 februarie 1976, Comuna Hamar, Hedmark, Norvegia – d. 16 iulie 2025) a fost un schior alpin ce a reprezentat Norvegia, medaliat olimpic. A participat la o ediție a Jocurilor Olimpice (2010) în care a câștigat o medalie de bronz.

## Participări
Lista de mai jos prezintă principalele competiții la care a participat Audun Grønvold de-a lungul carierei.
- freestyle skiing at the 2010 Winter Olympics – men's ski cross[*]